# Bob French

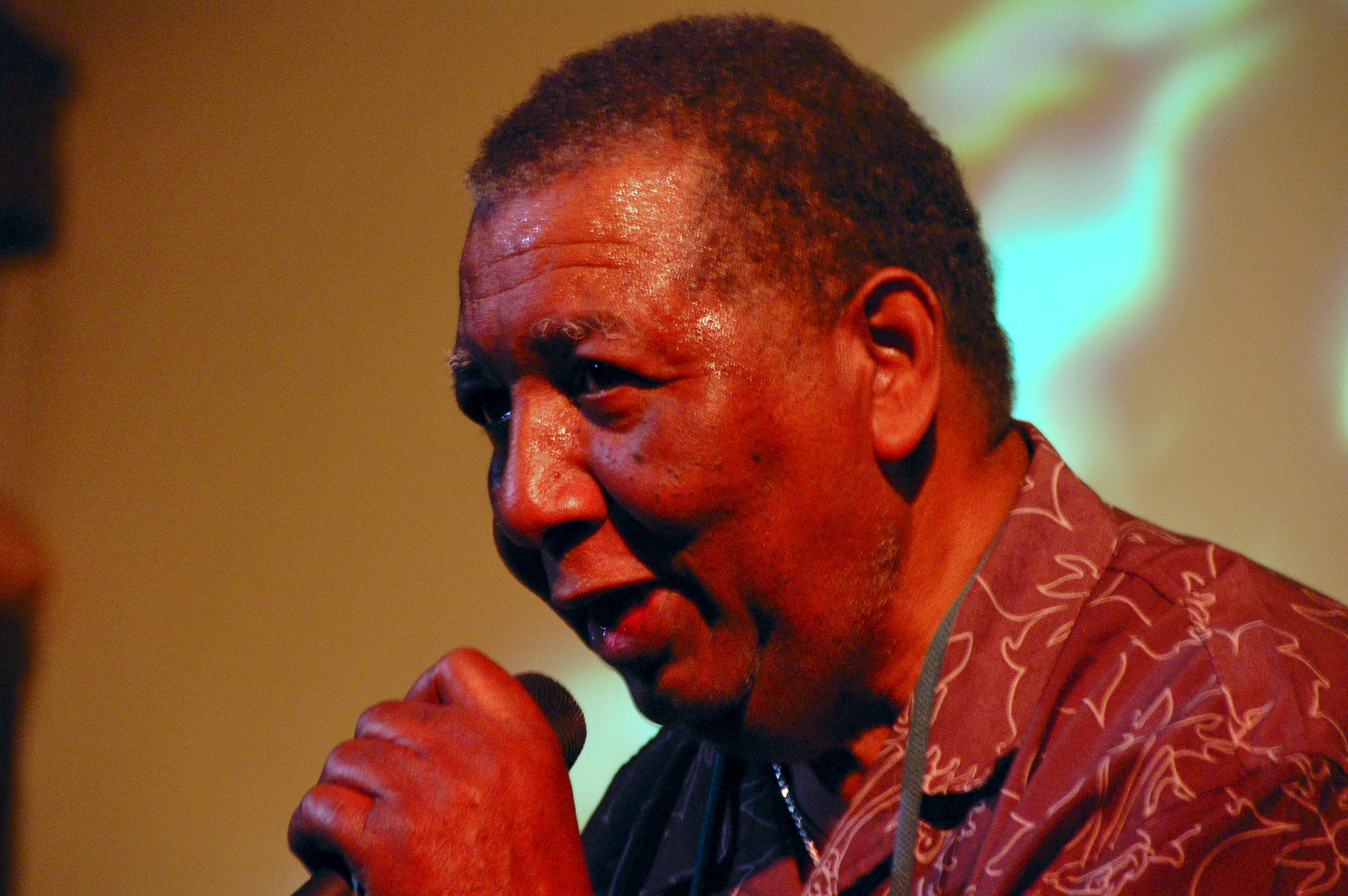
Bob French in 2008

Robert "Bob" French (New Orleans, circa 1938 - aldaar, 12 november 2012) was een Amerikaanse jazz- en rhythm & blues-drummer en radiopresentator, die The Original Tuxedo Jazz Band leidde.

## Biografie
French had als kind les van Louis Barbarin, in zijn highschool-tijd formeerde hij een rhythm & bluesgroep waarin onder meer James Booker, Art en Charles Neville (later The Neville Brothers), Kid Jordan en Alvin Batiste speelden. In de jaren zestig maakte hij opnames met Earl King en Fats Domino. Ook werkte hij met Dave Bartholomew, een familielid aan moeders kant. Hij speelde met anderen onder de naam Bob French and Friends en nam in 1977 van zijn vader Albert "Papa" French de leiding over van The Original Tuxedo Jazz Band, die eerder onder leiding stond van Papa Celestin. Hij was radiohost bij de lokale jazzzender WWOZ, die hij moderniseerde.
French speelde mee op platen van onder anderen Snooks Eaglin, Little Sonny Jones en Reg Koeller.
French overleed aan de gevolgen van diabetes en dementie.

## Discografie
- Marsalis Music Honours Series: Bob French (met o.m. Branford Marsalis en Harry Connick jr.), Marsalis Music/Rounder Records, 2007